# Daytona Prototype

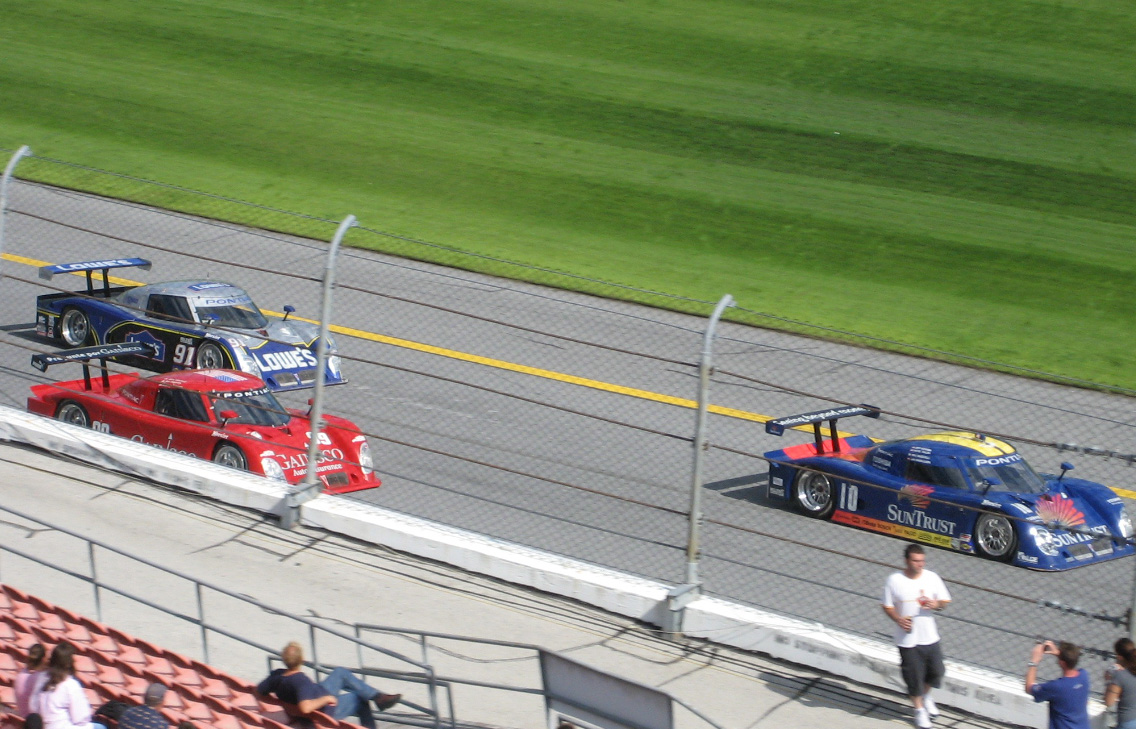
Daytonaprototyper vid Daytona 24-timmars 2007.

Daytona Prototype är en sportvagnsprototyp som utvecklades för Rolex Sports Car Series. Prototypen användes även i Weathertech Sportscar Championship 2014-2016. 

## Daytona Prototype

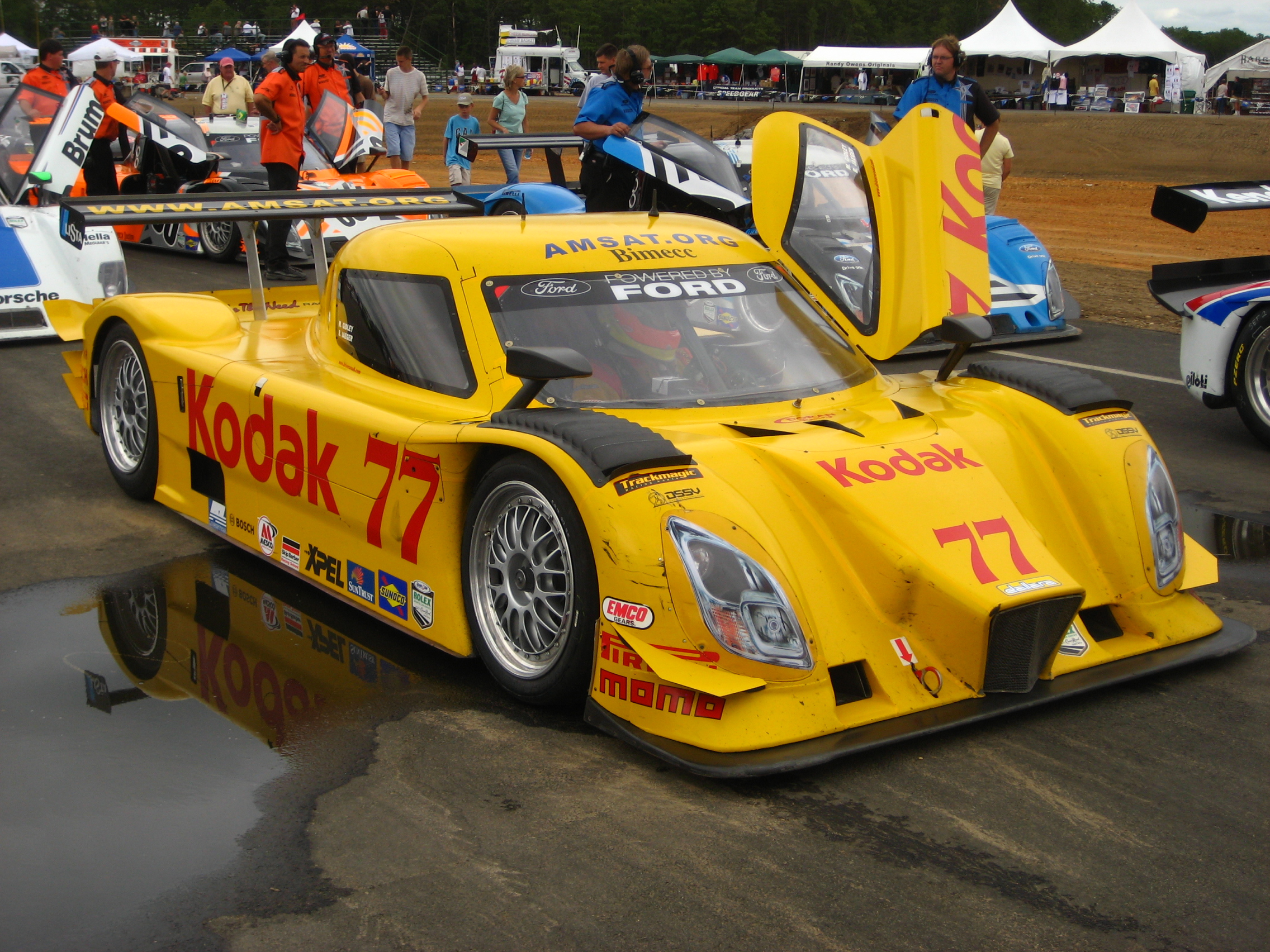
Dallara DP01-Ford 2008.

Daytonaprototyperna ersatte snabbare Le Mans Prototyper från och med säsongen 2003 för att hålla nere hastigheterna och därmed minska olycksriskerna på Grand American Road Racing Associations främsta racerbana Daytona International Speedway. För att även hålla nere kostnaderna är bilarna förhållandevis enkla och använder exempelvis chassin av fackverkstyp istället för dyra kolfiberkonstruktioner. Bilarna byggdes av tillverkare som Dallara, Lola och Riley Technologies. Motorerna fick ha en slagvolym på max fem liter och baserades på personbilsmotorer från bland andra General Motors, Ford, BMW och Lexus.

## Daytona Prototype International

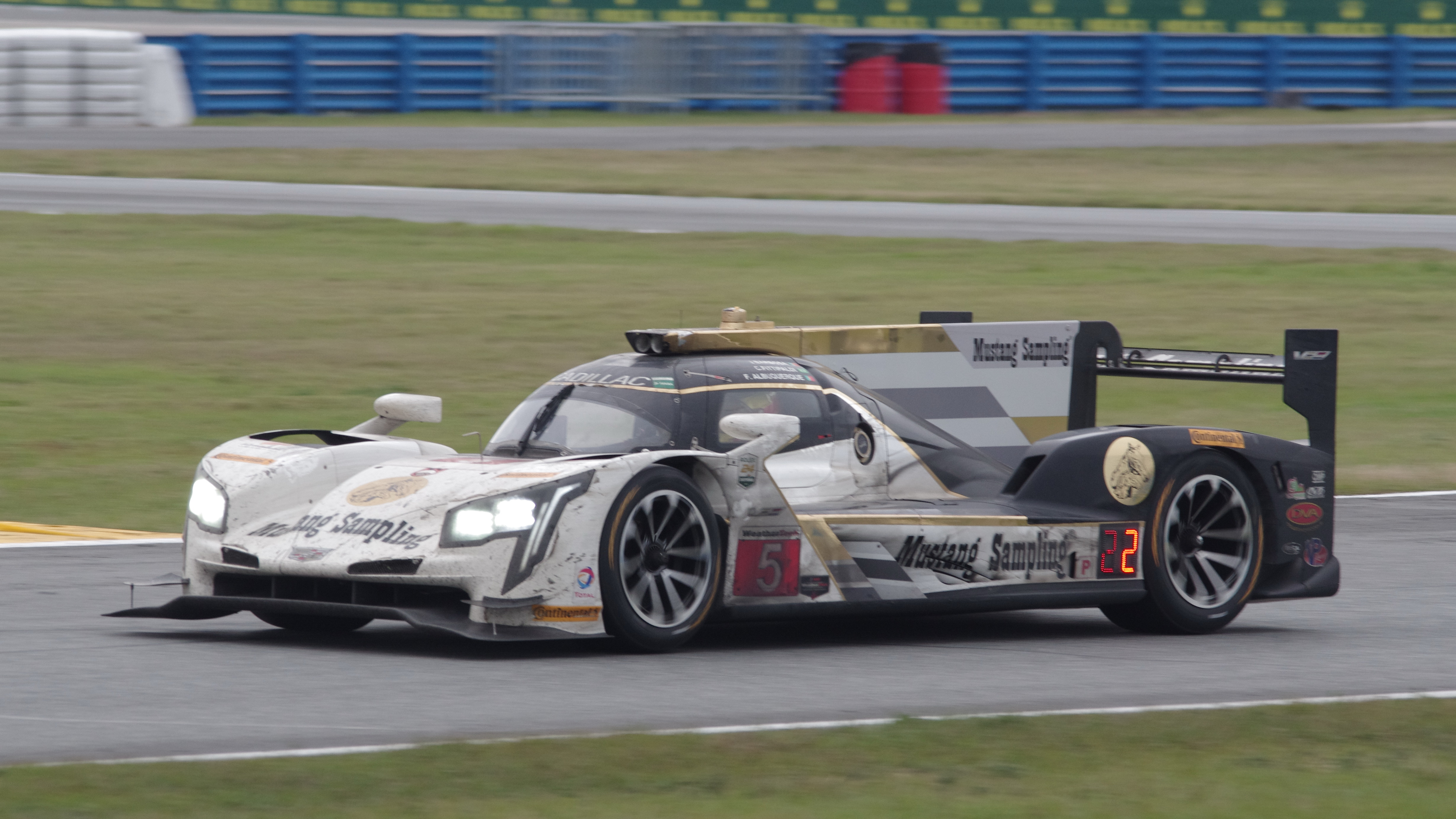
Cadillac DPi-V.R 2017.

Till säsongen 2017 introducerades den vidareutvecklade Daytona Prototype International. Dessa bilar är mer lika Le Mans Prototyper men planerna för att DPi-bilar skulle kunna tävla i Le Mans 24-timmars gick aldrig i lås. Tillverkarna kan välja att använda 4-eller 6-cylindrig turbomotor alternativt 8-cylindrig sugmotor.
Daytona Prototype International kommer att ersättas av en gemensam IMSA-ACO-klass som kallas Le Mans Daytona h (LMDh) för IMSA Weathertech Sportscar Championship från och med 2022. Dessutom kommer LMDh-klassen också att kunna tävla i Le Mans 24-timmars och FIA World Endurance Championship 2022.